# Derringer

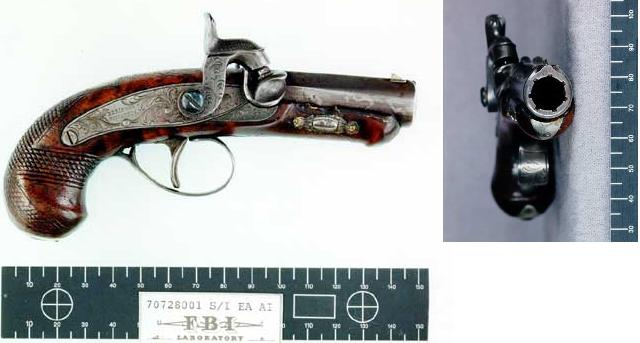
Una Deringer de Philadelphia original, hecha por Henry Deringer. Esta fue la pistola de bolsillo empleada por John Wilkes Booth en el Asesinato de Abraham Lincoln.

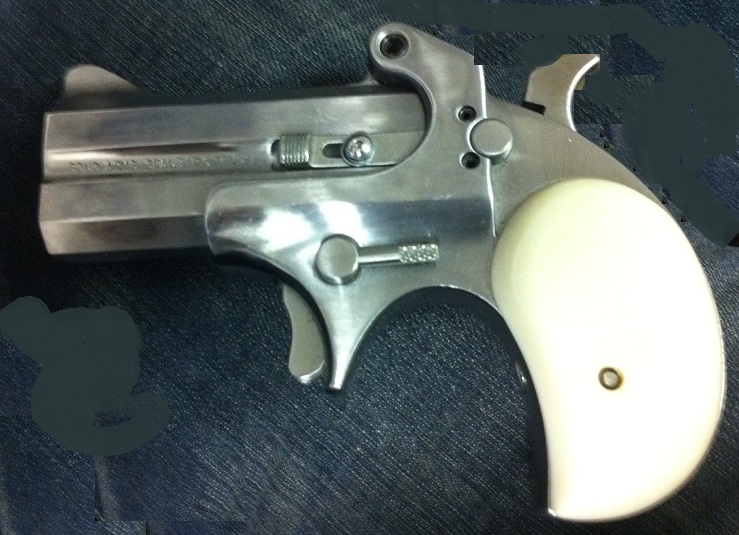
Una derringer de dos cañones de Bond Arms.

La palabra derringer es un generalizado deletreo erróneo del apellido de Henry Deringer, un famoso fabricante de pequeñas pistolas de bolsillo del siglo XIX. Otros fabricantes de armas de varios países hicieron muchas copias de la pistola original Deringer de Philadelphia, con el apellido frecuentemente mal deletreado; este error se volvió rápidamente una palabra genérica para describir cualquier pistola de bolsillo, junto a la frase genérica pistola de palma que la competencia de Deringer inventó y empleó en su publicidad. La Deringer original era una pistola monotiro de avancarga; con la aparición de armas de fuego que empleaban cartuchos, estas pistolas empezaron a producirse en su actual forma que aún es llamada derringer.
Las pistolas de bolsillo pueden considerarse versiones modernas de las derringer.     

## Diseño

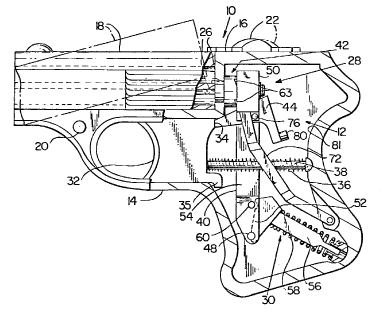
Esquema de la derringer de cuatro cañones COP, patente 4,407,085

Una derringer es generalmente la pistola funcional más pequeña de cualquier calibre. Eran frecuentemente empleadas por mujeres, porque eran fácilmente ocultables en un bolso o como una "pistola de media". Las armas específicamente diseñadas para mujeres eran llamadas "pistolas de manguito", ya que su reducido tamaño les permitía ser transportadas en un manguito. Las derringer no son armas de repetición - los mecanismos de repetición como los de una pistola semiautomática o un revólver harían que la pistola sea más voluminosa, anulando su propósito. Las derringer de cartucho originales solamente utilizaban un cartucho, usualmente de espiga o de percusión anular, de calibre 10 mm (.40), con su cañón pivotando a un lado del armazón para acceder a la recámara y recargar. El diseño de la famosa derringer Remington dobló su capacidad de munición, al mismo tiempo que conservaba su tamaño compacto, al añadir un segundo cañón sobre el primero, cuyas recámaras pivotaban hacia arriba para recargar. Cada cañón llevaba un cartucho, mientras que una leva en el martillo alternaba el disparo del cañón superior y el inferior. La derringer Remington era de 10,3 mm (.41) y obtuvo una amplia popularidad. La bala del cartucho .41 Short tenía poca velocidad, unos 129,54 m/s (425 pies/segundo); la bala de un .45 ACP moderno tiene una velocidad de 259,08 m/s (850 pies/segundo). Podía ser vista en vuelo, pero a muy corta distancia, como en un casino o la mesa de naipes de un bar, podía matar con facilidad. La derringer Remington estuvo disponible en el mercado desde 1866 hasta 1935.
Incluso con la aparición de cartuchos más pequeños y potentes, gracias a la pólvora sin humo en lugar de la pólvora negra empleada en el siglo XIX y antes, el clásico diseño de Remington continuó siendo popular; una derringer tipo Remington que emplea el .38 Special es aún más pequeña que la más compacta pistola semiautomática de 6,35 mm, ofreciendo un superior desempeño de balística terminal respecto al 6,35 x 17. Mientras que el clásico diseño de Remington es de acción simple, otros fabricantes también han producido pistolas derringer de doble acción, incluso algunos modelos de cuatro cañones, apilados en un bloque de 2 x 2. La COP .357 lleva cuatro cartuchos .357 Magnum en un conjunto no más grande que una pistola semiautomática de 6,35 mm, además de ser significativamente más compacta que un revólver similar. La derrigner COP fue inventada por Robert Hillberg y se parece bastante a sus primeros diseños de armas para insurgentes.
Un diseño relacionado, frecuentemente agrupado con las derringer ya que no encaja en ninguna otra clasificación estándar, es la Semmerling LM4. Es una pistola de repetición manual, que emplea cinco cartuchos .45 ACP: el mecanismo del cañón es jalado hacia adelante manualmente para eyectar el casquillo disparado, luego vuelto a empujar hacia atrás para introducir el siguiente cartucho en la recámara. Estas pistolas fueron originalmente construidas para el Ejército de los Estados Unidos y las pocas unidades disponibles en el mercado civil son muy buscadas debido a su singular combinación de gran potencia, capacidad y reducido tamaño. Otra pistola militar que es un verdadero diseño derringer es la FP-45 Liberator, un arma para insurgentes de 11,43 mm que fue lanzada en paracaídas tras las líneas del Eje en la Segunda Guerra Mundial.
Todavía se fabrican pistolas con el diseño de la derringer de Remington en 2013. Bond Arms, Cobray Arms y American Derringer fabrican la derringer de dos cañones superpuestos para una amplia variedad de cartuchos, desde el .22 Long Rifle hasta el .45 Colt. Las actuales derringer son empleadas por recreadores históricos del Lejano Oeste, así como armas de porte oculto debido a su tamaño y rapidez de empleo. Sus críticos no creen que sea un arma adecuada para defensa propia, ya que la derringer tiene una capacidad de dos cartuchos.

## Deringer de Philadelphia
Una Deringer de Philadelphia es una pequeña pistola de percusión diseñada por Henry Deringer (1786-1868) y producida desde 1852 hasta 1868. Una popular arma de porte oculto de la época, el diseño de esta pistola de bolsillo fue ampliamente copiado por la competencia, a veces incluso con sus marcajes.
Para cargar una deringer de Philadelphia, primeramente se detonan dos cápsulas fulminantes en la chimenea de la pistola, para secar cualquier resto de humedad en el cañón o su base, evitando así un disparo fallido. Luego se retiran los restos de la última cápsula fulminante y el martillo de la pistola se sitúa a la mitad de su recorrido, para luego verter de 15 a 25 granos de pólvora negra dentro del cañón. Luego se baquetea una bala de plomo con su respectivo taco de tela hacia la pólvora, teniendo cuidado de no dejar espacio alguno entre la bala y la pólvora para evitar que la pistola estalle al dispararla (el propósito del taco de la bala era de mantener a esta firmemente encajada contra la pólvora, para evitar crear un "inicio corto" cuando la bala se desencajaba de la pólvora).
Se ponía una nueva cápsula fulminante en la chimenea y la pistola estaba cargada y lista para emplearse (la posición de semiamartillado evitaba que el martillo se accione si el gatillo era accidentalmente rozado mientras la pistola era transportada en un bolsillo). Para dispararla, el usuario terminaría de jalar el martillo hasta el final de su recorrido, la apuntaría y apretaría el gatillo. En caso de un disparo fallido, el usuario volvería a amartillarla e intentaría disparar de nuevo, o más frecuentemente, sacaría una segunda deringer de otro bolsillo. La precisión era sumamente variable; aunque los puntos de mira eran usuales, las alzas eran menos comunes y algunas deringer de Philadelphia no tienen mecanismos de puntería, siendo ideadas para posicionar y disparar en lugar de apuntar y disparar, a la distancia del diámetro de una mesa de póker. Los apostadores profesionales y otros que las portaban usualmente, frecuentemente disparaban y recargaban a diario, para reducir la probabilidad de un disparo fallido en caso de usar sus deringer de Philadelphia.
Un habitual truco de magia de la época era la "captura de la bala", que usualmente se hacía con una deringer de Philadelphia a la cual se le insertaba una bala sin taco. El mago, con gran teatralidad, vertería una pequeña cantidad de pólvora negra en el cañón. Luego insertaría en este una estopa muy ligera sobre la pólvora y finalmente, una bala de menor calibre sin taco, luego de haberla mostrado a la audiencia y que un voluntario la marque para su posterior identificación. Al final pondría una cápsula fulminante en la chimenea de la pistola. Antes de entregar la pistola a otra persona, el mago inclinaría la deringer de Philadelphia, provocando que la bala caiga en su palma cerrada.
El asistente o un voluntario de la audiencia apuntaría al mago con la deringer de Philadelphia y apretaría el gatillo. La pistola dispararía, se formaría una gran nube de humo negro y el mago, con gran teatralidad, habría "capturado" la bala en el aire, sosteniéndola entre sus dedos. El truco era muy peligroso, ya que la detonación de la pólvora podía matar a corta distancia, mientras que una bala real o cualquier otro objeto, podía ser insertado en el cañón antes del disparo por un voluntario o el asistente para matar al mago.

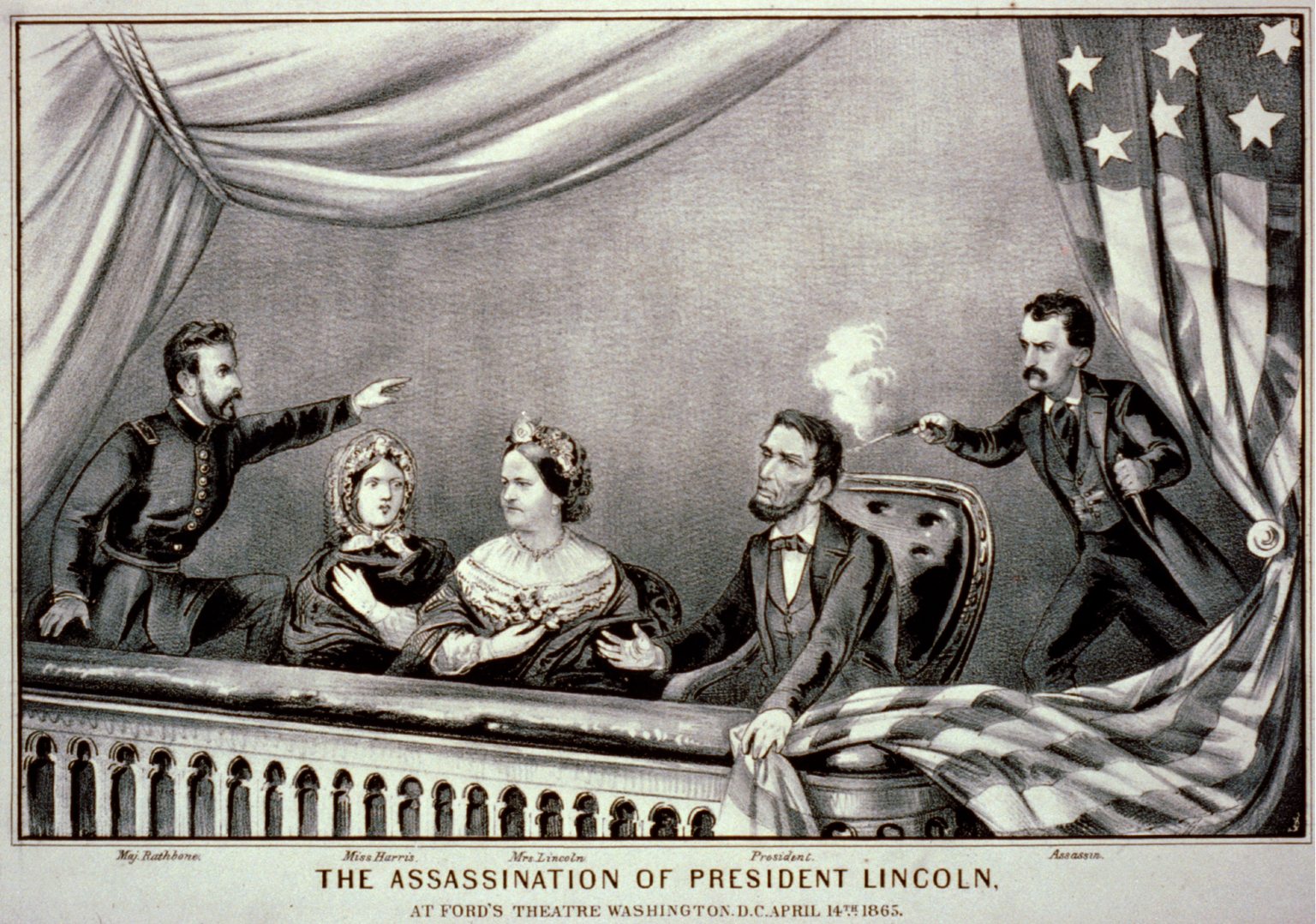
Grabado de Currier & Ives describiendo el asesinato de Lincoln con una deringer de Philadelphia. De izquierda a derecha: Henry Rathbone, Clara Harris, Mary Todd Lincoln, Abraham Lincoln y John Wilkes Booth.

Los registros de producción de Henry Deringer, así como los registros contemporáneos de sus imitadores, indican que estas pistolas casi siempre se vendían en pares (un precio usual para un par iba de $15 a $25, mientras que los modelos grabados e incrustados con plata se vendían a precios mayores).
La elección de comprar un par se debía, en parte, para compensar la limitada potencia de una pistola monotiro de cañón corto, además de compensar su poca fiabilidad respecto a los posteriores diseños de pistolas derringer de cartucho. Las deringer originales casi nunca se encuentran con su respectivo par.
Inicialmente popular entre los oficiales militares, la deringer se volvió muy popular entre los civiles que deseaban tener una pistola pequeña y fácil de ocultar para defensa propia.
En total, se fabricaron aproximadamente unas 15.000 pistolas deringer. Todas eran pistolas de un solo cañón con llaves de percusión traseras, usualmente de calibre 10,3 mm (.41) y ánima estriada, con empuñadura de nogal. La longitud del cañón iba desde 38 mm (1,5 pulgadas) hasta 152,4 mm (6 pulgadas), mientras que el acabado de las piezas metálicas era niquelado. La llave de percusión trasera es un diseño mejorado, donde el resorte y su mecanismo están situados detrás del martillo, siendo protegidos de la sucidedad, residuos de la cápsula fulminante y el hollín de la pólvora, respecto a los diseños anteriores donde estas piezas estaban delante del martillo y bajo el cañón.
Debido a su pequeño tamaño y gran disponibilidad, las deringer tienen la dudosa reputación de ser herramientas predilectas de asesinos. La deringer más famosa que se usó para tal fin fue disparada por John Wilkes Booth en el asesinato de Abraham Lincoln. La deringer empleada por Booth era inusual debido a que el ánima de su cañón tenía un estriado levógiro, en lugar del habitual estriado dextrógiro empleado en la mayoría de las deringer de Philadelphia.

## Derringer Remington
Las derringer de dos cañones superpuestos Remington Modelo 95 fueron fabricadas desde 1866 hasta 1935, para varios cartuchos de percusión anular, siendo el .41 el más común. Nunca fueron numeradas en serie, pero fueron numeradas según los lotes de producción. Los lotes aparentemente van desde 500 a 5000 pistolas por lote, dependiendo de la demanda. Se les estampó 3 marcajes - "E. Remington & Sons, Ilion, NY", "Remington Arms Co." y "Remington-UMC". El primer modelo de esta derringer tenía una empuñadura hueca y no tenía extractor. Estaba marcada con "E. Remington & Sons, Ilion, NY". El segundo modelo tenía una empuñadura esquelética, pero no extractor y llevaba la misma marca. El tercer modelo tenía un extractor de dos piezas y la misma marca. El cuarto modelo tenía un extractor macizo y llevaba las tres marcas.
Remington entró en bancarrota en 1881. En 1883, los bienes fueron comprados por Hartley & Graham de Nueva York, una immportante empresa mayorista de armas. Hartley & Graham rebautizó a la compañía como Remington Arms Co. y marcó a todas las armas de fuego con esta marca hasta 1910. En 1910, Hartley & Graham fusionó a la Remington con la Union Metallic Cartridge Company y cambió la marca a "Remington-UMC". En 1921, Hartley & Graham vendió la Remington y la UMC a la compañía DuPont. DuPont separó a la Remington y la UMC, marcando todas las armas Remington con Remington Arms Co., excepto a la derringer. La derringer continuó siendo marcada como Remington-UMC hasta que su producción cesó en 1935.
Las derringer de empuñadura hueca solamente fueron fabricadas en 1866. Las de empuñadura esquelética y sin extractor desde 1866 hasta 1867. Aquellas con extractor de dos piezas hasta 1869. Y las que tenían extractor macizo hasta 1935. Estas últimas fueron marcadas como E. Remington & Sons, Ilion, NY (1870-1881), Remington Arms Co. (1883-1910) y Remington-UMC (1910-1935).

## En la cultura popular
Las derringer Remington frecuentemente juegan papeles cruciales en las acciones de James T. West, agente ficticio del Servicio Secreto, en la serie televisiva estadounidense The Wild Wild West. Él podía llevar hasta tres derringer: una oculta como apoyo a su revólver, que era llevada tanto en un bolsillo de su chaleco, como en un bolsillo interno de su chaqueta. Otra derringer era llevada como "pistola de manga", bajo la manga derecha de su camisa, mientras que la tercera estaba desarmada en dos partes, con el conjunto de cañones oculto en el tacón hueco de una bota y el armazón en el tacón de la otra.
En la película Per qualche dollaro in più (Por unos dólares más), el Coronel Douglas Mortimer (Lee Van Cleef), con una derringer dispara mortalmente en un duelo al Jorobado (Klaus Kinski), que era un pistolero que pertenecía a una peligrosa banda de forajidos.
En la película Sabata, es el arma predilecta del personaje homónimo, interpretado también por Lee Van Cleef, que en este caso, usa una derringer especial de 4 cañones, con un par más en la empuñadura 
Una derringer monotiro era el arma de porte oculto predilecta de Buford "Mad Dog" Tannen en Back to the Future Part III. Él la emplea para matar al Dr. Emmett "Doc" Brown en una línea temporal previa que no se incluyó en la película. En la línea temporal de la película, el intento de Tannen por asesinar a Brown es desarticulado cuando Marty McFly lanza un molde de tarta contra la derringer que éste empuña. La pistola se dispara, impactando el sombrero de Brown y derribándolo de su cabeza.
Este tipo de pistolas fueron habitualmente empleadas en la película Django Unchained durante toda su duración.